# آوتو یونین ۱۰۰۰
آوتو یونین ۱۰۰۰ (Auto Union ۱۰۰۰) خودرویی است که در سال‌های ۱۹۵۸ تا ۱۹۶۳ saloon۱۷۱،۰۰۸ built
۱۹۵۹ تا ۱۹۶۵ Sp (Sport)
ca. ۶،۶۴۰ builtتولید شده‌است.
طراحی آن خودروهای موتور جلو-محور جلو بوده طول آن در حالت طبیعی ۴٬۱۷۰ میلیمتر (۱۶۴ اینچ)، عرض آن در حالت طبیعی ۱٬۷۲۷ میلیمتر (۶۸٫۰ اینچ)، ارتفاع آن در حالت طبیعی ۱٬۴۸۶ میلیمتر (۵۸٫۵ اینچ) و وزن آن در حالت طبیعی ۹۵۰ کیلوگرم (۲٬۰۹۰ پوند) است.
موتور آن ۹۸۱ سی‌سی سیستم جعبه‌دندهٔ آن به صورت دستی است.